# Villa Minozzo

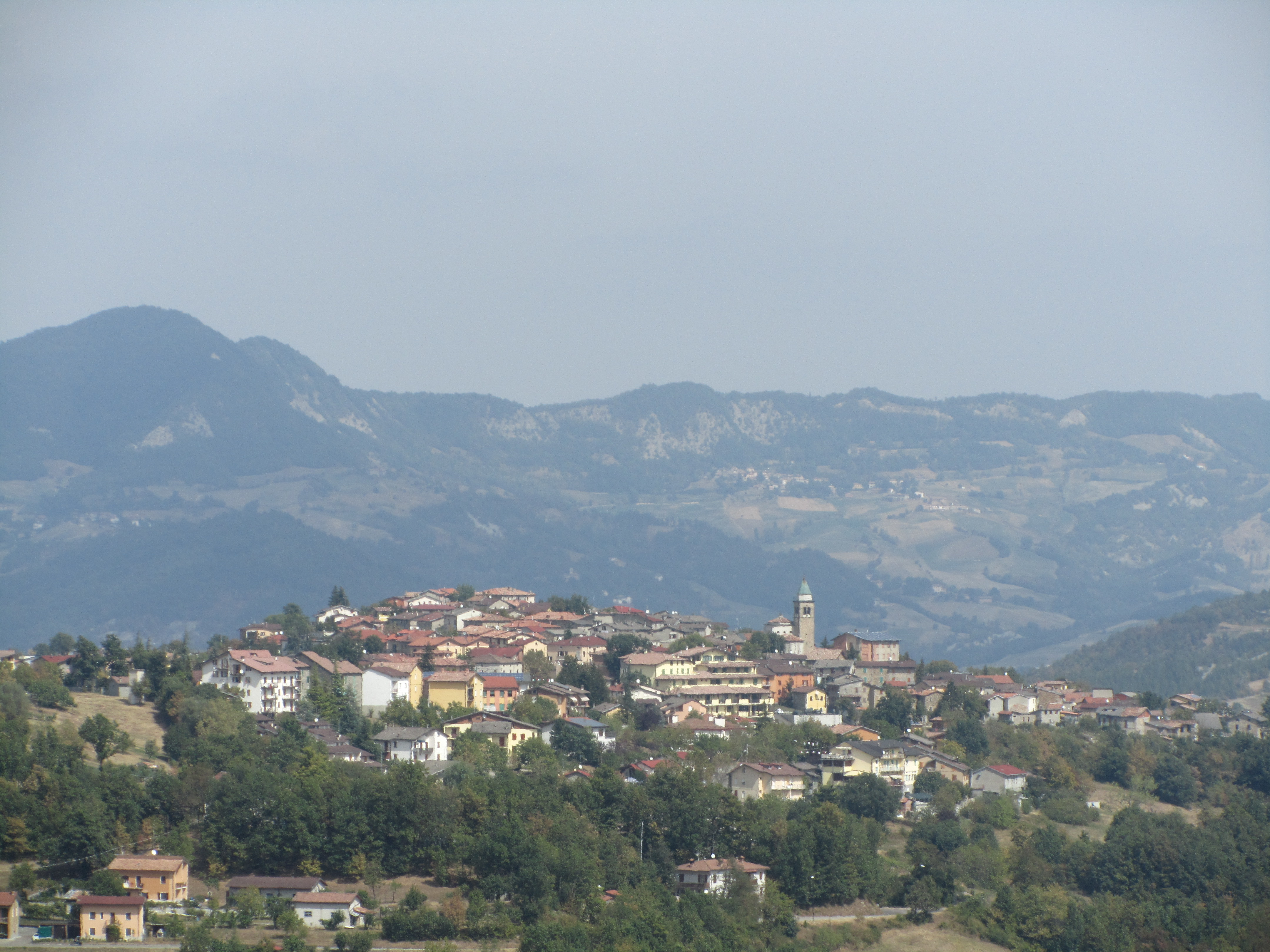
Villa Minozzo

Villa Minozzo ist eine italienische Gemeinde (comune) mit 3519 Einwohnern (Stand 31. Dezember 2023) in der Provinz Reggio Emilia in der Emilia-Romagna. Die Gemeinde liegt etwa 39 Kilometer südsüdwestlich von Reggio nell’Emilia im Apennin. Villa Minozzo grenzt unmittelbar an die Provinzen Modena und Lucca. Die nördliche Gemeindegrenze bildet die Secchia, die östliche der Dolo.

## Geschichte
Die Gemeinde birgt eine größere römische Nekropole. Während der Fels und der Hof von Melocium (rocca di Melocia) im ausgehenden 10. Jahrhundert als Besitztum Ottos I. und Ottos II. gekennzeichnet wurde, wird der Ort Minozzo erstmals 1070 urkundlich erwähnt.

## Persönlichkeiten
- Adolphe Deledda (1919–2003), französischer Radrennfahrer